# Torrico
Torrico é um município da Espanha na província de Toledo, comunidade autónoma de Castilla-La Mancha, de área 34 km² com população de 831 habitantes (2006) e densidade populacional de 25,47 hab/km².

## Demografia
| Variação demográfica do município entre 1991 e 2004 | Variação demográfica do município entre 1991 e 2004 | Variação demográfica do município entre 1991 e 2004 | Variação demográfica do município entre 1991 e 2004 |
| --------------------------------------------------- | --------------------------------------------------- | --------------------------------------------------- | --------------------------------------------------- |
| 1991                                                | 1996                                                | 2001                                                | 2004                                                |
| 1015                                                | 939                                                 | 865                                                 | 854                                                 |